# Apareiodon orinocensis
Apareiodon orinocensis är en fiskart som beskrevs av Bonilla, Machado-allison, Silvera, Chernoff, López och Lasso, 1999. Apareiodon orinocensis ingår i släktet Apareiodon och familjen Parodontidae. Inga underarter finns listade i Catalogue of Life.